# Траоре, Мамаду (футболист, 1999)
Мамаду Траоре (фр. Mamadou Traoré; 8 февраля 1999, Мали) — малийский футболист, полузащитник.

## Карьера

### Клубная
Выступает за команду «Стад Мальен». 23 декабря 2018 года сыграл в африканской лиге чемпионов.

### Международная
В феврале 2019 года заявлен за сборную до 20 лет для участие в кубке африканских наций. На турнире сыграл во всех 5 матчах. В поединках против Буркина-Фасо и Нигерии забил важные для своей команды голы.
В мае-июне 2019 принял также участие в молодёжном чемпионате мира, который прошёл в Польше. Мамаду сыграл во всех 5 матчах.

## Достижения
Мали (до 20)
- Молодёжный Кубок Африки — 2019